# Charles Andrew Cotton
Charles Andrew Cotton (ur. 1885, zm. 1970) – nowozelandzki geograf i geolog, profesor uniwersytetu w Wellington. Prowadził badania geologiczne i geomorfologiczne Australii, Nowej Zelandii i Oceanii.